# Vanløse Kirke
Vanløse Kirke ligger på Ålekistevej i Vanløse.

## Historie
Vanløse Kirke blev indviet den 1. august 1909 af biskop Thomas Skat Rørdam. De første skitser til kirken er udført af arkitekt Thorvald Jørgensen, men da han også stod for genopførelsen af det nedbrændte Christiansborg, nåede han kun at få opført præsteboligen, der stod klar 1906. Kirkebyggeriet blev i stedet overdraget til arkitekt Johannes Magdahl Nielsen, der omarbejdede tegningerne, fordi Kultusministeriet forlangte, at kirken skulle bygges af røde sten; en kalket kirke var for dyr at vedligeholde. Dette er forklaringen på den store forskel i arkitekturen mellem kirke og præstebolig.
Vanløse-området var oprindelig en del af Brønshøj Sogn, men med den nye kirke udskiltes Vanløse Sogn, der indtil 1930 havde fælles sognepræst med Rødovre Sogn. I slutningen af 30'erne var Vanløse med sine 27.000 beboere et af de største sogne i Danmark, hvorfor dele af sognet blev udskilt: i 1942 til Advents – og 1945 til Hyltebjerg Sogn. Herved blev antallet af beboere reduceret til godt 17.000 (1989: 9.900).
Udvendig er kirken kun blevet ændret én gang. Det var i 1939 ved tilbygningen af nordfløjen (dåbsværelset), ligeledes tegnet af arkitekt Johannes Magdahl Nielsen.
Kirkens indre blev i 1984, umiddelbart før 75-års jubilæet, moderniseret af arkitekt Palle Rydahl Drost, og i den forbindelse blev det planlagt at ændre udsmykningen af kirkens kor. Kunstneren Arne Haugen Sørensen fik overdraget opgaven, glarmester Per Steen Hebsgaard stod for udførelsen, og tre nye glasmalerier blev indviet den 19. marts 1989 (palmesøndag).
Glasmalerierne er en triptykon, der viser Jesu dåb, korsfæstelse og opstandelse.

## Eksterne kilder og henvisninger
- Wikimedia Commons har flere filer relateret til Vanløse Kirke
- Vanløse Kirke hos KortTilKirken.dk